# Eumenogaster notabilis
Eumenogaster notabilis är en fjärilsart som beskrevs av Walker 1864. Eumenogaster notabilis ingår i släktet Eumenogaster och familjen björnspinnare. Inga underarter finns listade i Catalogue of Life.